# Psilocerea tigrinata
Psilocerea tigrinata là một loài bướm đêm trong họ Geometridae.